# Ilha Rá-Tim-Bum
Ilha Rá-Tim-Bum é um seriado brasileiro produzido e exibido entre 1 de julho e 12 de setembro de 2002 pela TV Cultura. Criada por Flávio de Souza, a série começou a ser elaborada desde o fim de Castelo Rá-Tim-Bum, em 1997. Foi dirigida por Fernando Gomes e Maísa Zakzuk, tendo a história narrada por três fantoches, com as vozes dos cantores Pedro Mariano, Fernanda Takai e Bukassa. Foi reprisado entre 2003 e 2005 na TV Cultura e entre 2007 e 2012 foi exibido pelo canal por assinatura TV Rá-Tim-Bum.
Angela Dippe é a única atriz que esteve presente em toda a franquia Rá-Tim-Bum – Rá-Tim-Bum, Castelo Rá-Tim-Bum e a própria Ilha.

## Enredo
A história gira em torno de três adolescentes e duas crianças que iam participar de uma apresentação de seu coral em uma ilha, porém, no dia de embarcarem perderam a balsa e foram obrigados a ir para a ilha numa lancha, mas eles não esperavam que durante o trajeto o combustível acabasse, desta forma, deixando-os presos no meio do Oceano Atlântico. Dias depois foram parar numa ilha deserta, que além de não existir no mapa, é habitada por seres estranhos e fantásticos! Não tendo como saírem da ilha, eles vivem grandes aventuras. Enquanto exploram o desconhecido, também aprendem a conviver, a respeitar a natureza, a sobreviver enfrentando situações inusitadas e o vilão Nefasto, que pretende vigiá-los, testá-los e estudá-los para aprender a lidar com a raça humana, e assim obter conhecimento suficiente para dominá-la.

## Exibição
O seriado continuou sendo reprisado entre 2003 e 2005 pela TV Cultura, deixando a programação do canal em 22 de julho de 2005, em 2007 na TV paga foi exibido pela TV Rá-Tim-Bum até 2012. Em 2014, em comemoração pelos 45 anos da TV Cultura, o canal voltou a exibir o episódio "A Volta Dos Que Não Foram!", sendo apresentado como especial em uma entrevista com Greta Antoine (Rouxinol). O Episódio foi ao ar no dia 28 de setembro, porém a série não voltou a ser reprisada completa pelo canal original. Em 2020, após oito anos fora do ar, a TV Rá-Tim-Bum anunciou uma nova reexibição e, desde o dia 04 de outubro, a série passou a ser exibida dentro da faixa "Clássicos Rá-Tim-Bum", com três episódios todos os domingos.

## Elenco
| Intérprete          | Personagem                         |
| ------------------- | ---------------------------------- |
| Graziella Moretto   | Hipácia                            |
| Ernani Moraes       | Nefasto / Arielibã                 |
| Paulo Nigro         | Gilberto Soares (Gigante)          |
| Greta Antoine       | Rosana Pereira da Silva (Rouxinol) |
| Thuanny Costa       | Maíra Rocha (Majestade)            |
| Rafael Formenton    | Milton Pereira da Silva (Micróbio) |
| Abayomi de Oliveira | Ramiro Serrano (Raio)              |
| Ângela Dip          | Nhã-Nhã-Nhã                        |
| Liliana Castro      | Polca                              |
| Luciano Gatti       | Zabumba                            |
| Luiz de Abreu       | Solek                              |
| Henrique Stroeter   | Coiso                              |
| Keila Bueno         | Coisa                              |

### Bonecos de manipulação
| Intérprete        | Personagem        |
| ----------------- | ----------------- |
| Magda Crudelli    | Suzana            |
| Hugo Picchi Neto  | Coisinho          |
| Hugo Picchi Neto  | Rá (Manipulação)  |
| Neusa de Souza    | Vrunja            |
| Neusa de Souza    | Tim (Manipulação) |
| Eduardo Alves     | Bum (Manipulação) |
| Pedro Mariano     | Rá (Voz)          |
| Fernanda Takai    | Tim (Voz)         |
| Bukassa Kabengele | Bum (Voz)         |

## Episódios
| #  | Título                                |
| -- | ------------------------------------- |
| 1  | "Perdidos no Mar"                     |
| 2  | "É Fogo, Torcida Brasileira"          |
| 3  | "Esconde-Esconde no Escuro"           |
| 4  | "Síndrome de Sinimbu"                 |
| 5  | "Arvi Kaii"                           |
| 6  | "A Volta dos Que Não Foram"           |
| 7  | "O Cara de Pau"                       |
| 8  | "Gilberto Álvares Cabral"             |
| 9  | "O Mambo do Bambu Bambo"              |
| 10 | "Tudo Aquilo Mesmo de Novo Outra Vez" |
| 11 | "Fosfato faz Fogo"                    |
| 12 | "Escrevendo Torto por Linhas Certas"  |
| 13 | "As Coisas dos Coisos"                |
| 14 | "Acredite se Quiser"                  |
| 15 | "A Roda, A Cigarra e a Torre"         |
| 16 | "Vamboragora"                         |
| 17 | "Flash-Back"                          |
| 18 | "Consulte o Eco-Lógico"               |
| 19 | "A Tesoura e o Tesouro"               |
| 20 | "Marcianos de Júpiter'"               |
| 21 | "Uma Questão de Vida ou Morte"        |
| 22 | "Um Zero à Direita"                   |
| 23 | "A Última Plumeromba"                 |
| 24 | "Quem é o Piromaníaco?"               |
| 25 | "O Filho do Sol"                      |
| 26 | "Baile de Debutante"                  |
| 27 | "Sorria, Você Está Sendo Filmado"     |
| 28 | "Saga de Bravos"                      |
| 29 | "Cadê o Riacho Que Estava Aqui?"      |
| 30 | "Folias dos Aqualoucos"               |
| 31 | "Gran Circo Serrano"                  |
| 32 | "Jardim de Pedra"                     |
| 33 | "Micraiolix contra-ataca"             |
| 34 | "Salve a Rainha"                      |
| 35 | "Reflexos de Terror"                  |
| 36 | "Um Lagarto de Sangue Quente"         |
| 37 | "Nesta Data Querida"                  |
| 38 | "O Retorno de Tavinho"                |
| 39 | "A Ilha do Tesouro"                   |
| 40 | "Abaixo a Torre"                      |
| 41 | "Maus Momentos na Masmorra"           |
| 42 | "Silva versus Silva"                  |
| 43 | "Tevilha e Você"                      |
| 44 | "Chegou o Dia"                        |
| 45 | "Ilha de Babel"                       |
| 46 | "Pequena Serenata Noturna"            |
| 47 | "Não é Possível"                      |
| 48 | "Poeira de Estrelas"                  |
| 49 | "Siga Aquela Abelha"                  |
| 50 | "Vamos! Vamos! Vamos!"                |
| 51 | "Enquanto Seu Lobo Não Vem"           |
| 52 | "Pela Bondade, Beleza e Verdade"      |
| 53 | "A aventura Final"                    |
| 54 | "Haluma Kaii!!!"                      |

## Trilha sonora
Em 2002 foi lançado um álbum com a trilha sonora da série pela gravadora Abril Music. Ele contém 14 faixas de diversos cantores sendo 3 delas instrumentais.
1. Ilha Rá-Tim-Bum - Pedro Mariano, Bukassa e Fernanda Takai (Tema de abertura)
2. Pessoa Nefasta - Gilberto Gil (Tema de Nefasto)
3. Eu + Eu - Time (Tema de Gigante)
4. Lá Vem a Menina - Mariana Aydar e Carlos Careqa (Tema de Rouxinol)
5. Micróbio - Danilo Moraes - (Tema de Micróbio)
6. Tribunal de Causas Realmente Pequenas - Pato Fu (Tema de Majestade)
7. Raio - Moska (Tema de Raio)
8. Só - Música Ligeira (Tema de Solek)
9. Libélula Bela - Vinny (Tema de Polca)
10. Zabumba - Mack Zero 5 (Tema de Zabumba)
11. Nhã-nhã-nhã - Rita Ribeiro (Tema de Nhã-nhã-nhã)
12. Duelo - Instrumental (Tema Geral)
13. Quarteto Nefasto - Instrumental (Tema dos vilões)
14. Ilha Rá-Tim-Bum - Instrumental (Tema do último capítulo)

## Filme
Um longa-metragem baseado no seriado foi gravado em 2003, tendo o lançamento em 10 de outubro daquele ano. O filme não é uma continuação do seriado, sendo descrita como uma das histórias acontecida no decorrer da história original. Todo o elenco original foi mantido, exceto Liliana Castro, que originalmente interpretou Polca no seriado, uma vez que estava gravando a novela Sabor da Paixão, na Rede Globo, e a emissora não liberou-a para o trabalho. Em seu lugar foi escalada Bárbara Paz para o personagem, que já havia feito os testes para a série sem passar. Além de Liliana, Luiz de Abreu, que interpretou Solek no seriado, não retornou para o filme por motivos desconhecidos. Em seu lugar, foi escalado o ator Henrique Stroeter, que interpretava o Coiso na série. O filme foi o primeiro no Brasil à utilizar modelagem e efeitos em 3D, além de ser um dos pioneiros em alta definição no cinema brasileiro.